# Herrarnas scullerfyra i rodd vid olympiska sommarspelen 2012
Herrarnas scullerfyra i rodd vid olympiska sommarspelen 2012 avgjordes mellan den 29 juli och 4 augusti 2012.

## Medaljörer
| Gren        | Guld                                                            | Silver                                                           | Brons                                                                 |
| Scullerfyra | Tyskland Karl Schulze Philipp Wende Lauritz Schoof Tim Grohmann | Kroatien David Šain Martin Sinković Damir Martin Valent Sinković | Australien Chris Morgan Karsten Forsterling James McRae Daniel Noonan |

## Resultat

### Heat 1
| Placering | Roddare                                  | Land      | Tid     | Noteringar |
| --------- | ---------------------------------------- | --------- | ------- | ---------- |
| 1         | Ryabtsev, Svirin, Morgatjev, Fedorovtsev | Ryssland  | 5:42,26 | Q          |
| 2         | Jämsä, Raja, Endrekson, Taimsoo          | Estland   | 5:42,87 | Q          |
| 3         | Chabanet, Androdias, Peltier, Hardy      | Frankrike | 5:44,25 | Q          |
| 4         | Piermarini, Osborne, Graves, Hovey       | USA       | 5:50,25 | R          |
| 5         | Stefanini, Fossi, Frattini, Raineri      | Italien   | 6:08,99 | R          |

### Heat 2
| Placering | Roddare                                 | Land        | Tid     | Noteringar |
| --------- | --------------------------------------- | ----------- | ------- | ---------- |
| 1         | Šain, Sinković, Martin, Sinković        | Kroatien    | 5:39,08 | Q          |
| 2         | Wasielewski, Kolbowicz, Jeliński, Korol | Polen       | 5:40,56 | Q          |
| 3         | Morgan, Forsterling, McRae, Noonan      | Australien  | 5:41,56 | Q          |
| 4         | Storey, Arms, Trott, Manson             | Nya Zeeland | 5:41,62 | R          |

### Heat 3
| Placering | Roddare                                 | Land           | Tid     | Noteringar |
| --------- | --------------------------------------- | -------------- | ------- | ---------- |
| 1         | Schulze, Wende, Schoof, Grohmann        | Tyskland       | 5:39,69 | Q          |
| 2         | Rowbotham, Cousins, Solesbury, Wells    | Storbritannien | 5:41,75 | Q          |
| 3         | Pavlovskyi, Zaitsev, Hryn, Dovgodko     | Ukraina        | 5:43,46 | Q          |
| 4         | Stofer, Stahlberg, Vonarburg, Maillefer | Schweiz        | 5:45,13 | R          |

## Återkval
| Placering | Roddare                                 | Land        | Tid     | Noteringar |
| --------- | --------------------------------------- | ----------- | ------- | ---------- |
| 1         | Storey, Arms, Trott, Manson             | Nya Zeeland | 5:43,82 | Q          |
| 2         | Stefanini, Fossi, Frattini, Raineri     | Italien     | 5:44,57 | Q          |
| 3         | Stofer, Stahlberg, Vonarburg, Maillefer | Schweiz     | 5:44,90 | Q          |
| 4         | Piermarini, Osborne, Graves, Hovey      | USA         | 5:45,62 |            |

## Semifinaler
First three qualify to Final A, remainder to Final B,

### Semifinal 1
| Placering | Roddare                                  | Land           | Tid     | Noteringar |
| --------- | ---------------------------------------- | -------------- | ------- | ---------- |
| 1         | Šain, Sinković, Martin, Sinković         | Kroatien       | 6:03,39 | Q          |
| 2         | Morgan, Forsterling, McRae, Noonan       | Australien     | 6:05,45 | Q          |
| 3         | Rowbotham, Cousins, Solesbury, Wells     | Storbritannien | 6:05,71 | Q          |
| 4         | Storey, Arms, Trott, Manson              | Nya Zeeland    | 6:10,95 |            |
| 5         | Ryabtsev, Svirin, Morgatjev, Fedorovtsev | Ryssland       | 6:13,61 |            |
| 6         | Stofer, Stahlberg, Vonarburg, Maillefer  | Schweiz        | 6:19,64 |            |

### Semifinal 2
| Placering | Roddare                                 | Land      | Tid     | Noteringar |
| --------- | --------------------------------------- | --------- | ------- | ---------- |
| 1         | Schulze, Wende, Schoof, Grohmann        | Tyskland  | 6:05,85 | Q          |
| 2         | Jämsä, Raja, Endrekson, Taimsoo         | Estland   | 6:07,85 | Q          |
| 3         | Wasielewski, Kolbowicz, Jeliński, Korol | Polen     | 6:10,75 | Q          |
| 4         | Chabanet, Androdias, Peltier, Hardy     | Frankrike | 6:12,81 |            |
| 5         | Pavlovskyi, Zaitsev, Hryn, Dovgodko     | Ukraina   | 6:16,23 |            |
| 6         | Stefanini, Fossi, Frattini, Raineri     | Italien   | 6:18,96 |            |

## Finaler

### Final B
| Placering | Roddare                                  | Land        | Tid     | Noteringar |
| --------- | ---------------------------------------- | ----------- | ------- | ---------- |
| 1         | Storey, Arms, Trott, Manson              | Nya Zeeland | 5:58,88 |            |
| 2         | Ryabtsev, Svirin, Morgatjev, Fedorovtsev | Ryssland    | 5:59,17 |            |
| 3         | Pavlovskyi, Zaitsev, Hryn, Dovgodko      | Ukraina     | 6:01,23 |            |
| 4         | Chabanet, Androdias, Peltier, Hardy      | Frankrike   | 6:02,12 |            |
| 5         | Stefanini, Fossi, Frattini, Raineri      | Italien     | 6:02,57 |            |
| 6         | Stofer, Stahlberg, Vonarburg, Maillefer  | Schweiz     | 6:04,37 |            |

### Final A
| Placering | Roddare                                 | Land           | Tid     | Noteringar |
| --------- | --------------------------------------- | -------------- | ------- | ---------- |
| 1         | Schulze, Wende, Schoof, Grohmann        | Tyskland       | 5:42,48 |            |
| 2         | Šain, Sinković, Martin, Sinković        | Kroatien       | 5:44,78 |            |
| 3         | Morgan, Forsterling, McRae, Noonan      | Australien     | 5:45,22 |            |
| 4         | Jämsä, Raja, Endrekson, Taimsoo         | Estland        | 5:46,96 |            |
| 5         | Rowbotham, Cousins, Solesbury, Wells    | Storbritannien | 5:49,19 |            |
| 6         | Wasielewski, Kolbowicz, Jeliński, Korol | Polen          | 5:51,74 |            |